# Enriqueta de Francia
Enriqueta de Francia (Anne Henriette de France; Versalles, 14 de agosto de 1727-Versalles; 10 de febrero de 1752) fue una princesa francesa, hija del rey Luis XV y la reina María Leszczynska. Fue hermana gemela de Luisa Isabel de Francia, futura duquesa de Parma.
Enriqueta fue llamada Madame Seconde como la menor de las hijas gemelas del rey. Enormemente adorada por su familia, esta quedó destrozada tras su prematura muerte en 1752. Era conocida por su bondad, lealtad, fidelidad y dotes de corazón que la hicieron muy popular en la corte real.

## Primeros años

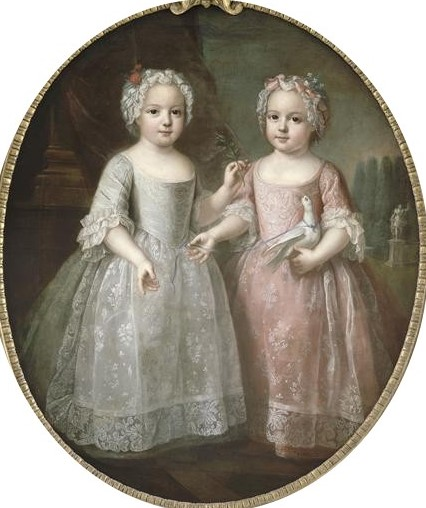
La princesa Enriqueta (derecha) junto a su hermana Luisa Isabel, 1737.

Ana Enriqueta nació el 14 de agosto de 1727 en el Palacio de Versalles, hija de los reyes Luis XV y María Leszczynska. Nació unos minutos después que su hermana gemela, Luisa Isabel y, como resultado, se la conocía en la corte como "Madame Seconde" (Madame segunda). Sin embargo, en su vida posterior se la conocería simplemente como "Madame Enriqueta". Fue bautizada el 27 de abril de 1737; su nombre le fue dado en honor a su tatarabuela paterna, la princesa Enriqueta de Inglaterra. Sus padrinos fueron Luis Enrique de Borbón-Condé y Luisa Ana de Borbón-Condé. Enriqueta y Luisa Isabel eran las hijas favoritas de su padre; mientras que sus hermanas menores fueron enviadas a la Abadía de Fontevraud en 1738, Enriqueta y Luisa Isabel fueron criadas en Versalles junto a su hermano Luis y su hermana Adelaida.
Crecer en Versalles significaba estar en constante contacto con las amantes de su padre, la más famosa de las cuales fue Madame de Pompadour. Los hijos del rey despreciaban a Madame de Pompadour porque debido a ella su padre descuidaba a su madre, la reina. Con su hermano, el delfín, y su hermana Adelaida, el trío llamaba a Madame de Pompadour bajo el apodo de "Maman Putain" (mamá puta). Cuando Luisa Isabel regresó de Parma por un año de visita a Versalles en 1748, ella y Madame de Pompadour se hicieron buenas amigas. Esto condujo a un distanciamiento temporal entre las hermanas.

## Posible matrimonio
Cuando Luisa Isabel se trasladó a España en 1739 para casarse con Felipe I de Parma, Enriqueta fue abatida por el dolor de haber sido separada de su hermana gemela y se refugió aún más en la música. De carácter reservado, nunca contrajo matrimonio, aunque tuvo un cándido amor con su primo, el duque Luis Felipe I de Orleans, y los dos querían casarse. Inicialmente, al rey le gustó la idea, pero cambió de opinión ya que elevaría la posición de la familia de Orléans y desafiaría los derechos de sucesión franceses del rey español si el Delfín Luis moría sin hijos. 
Más adelante quiso desposarse con el príncipe Carlos Eduardo Estuardo, pretendiente al trono inglés. El príncipe pidió la mano de la princesa a su padre pero este se la denegó, cayendo Enriqueta en una profunda melancolía que nunca la abandonaría. Formaba junto a sus hermanos Adelaida y el Delfín un grupo compacto opuesto a la favorita del Rey, Madame de Pompadour.

## Muerte
Enriqueta era una apasionada de la música, tal como lo atestigua el retrato póstumo de Nattier, Madame Enriqueta tocando la viola, siendo Jean-Baptiste Forqueray su profesor de viola de gamba. Falleció prematuramente a la edad de 24 años después de haber contraído viruela, después de una existencia solitaria y sin lucimiento.

## Galería

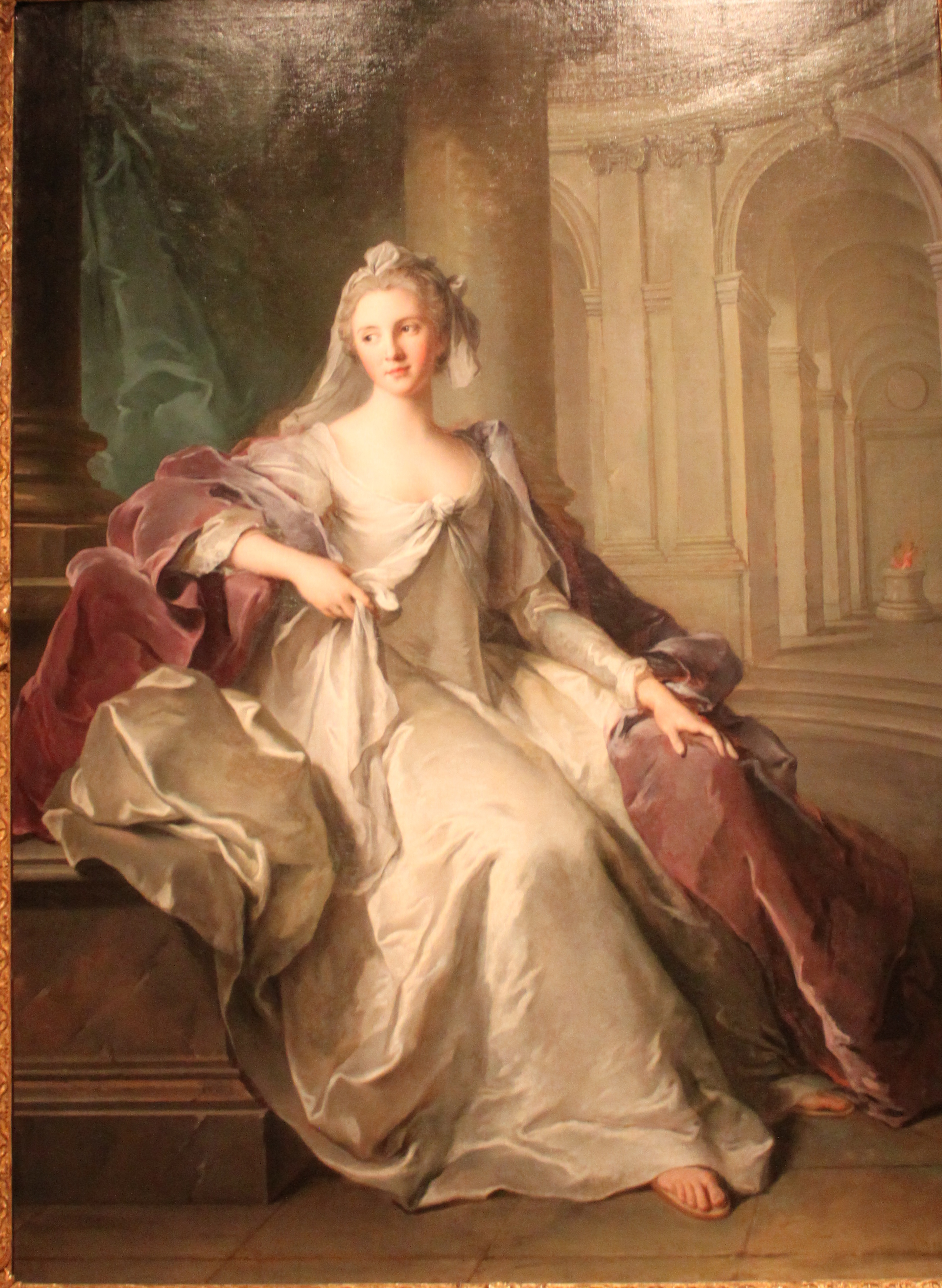
Ana Enriqueta representada como virgen vestal por Jean-Marc Nattier, 1749 aprox.
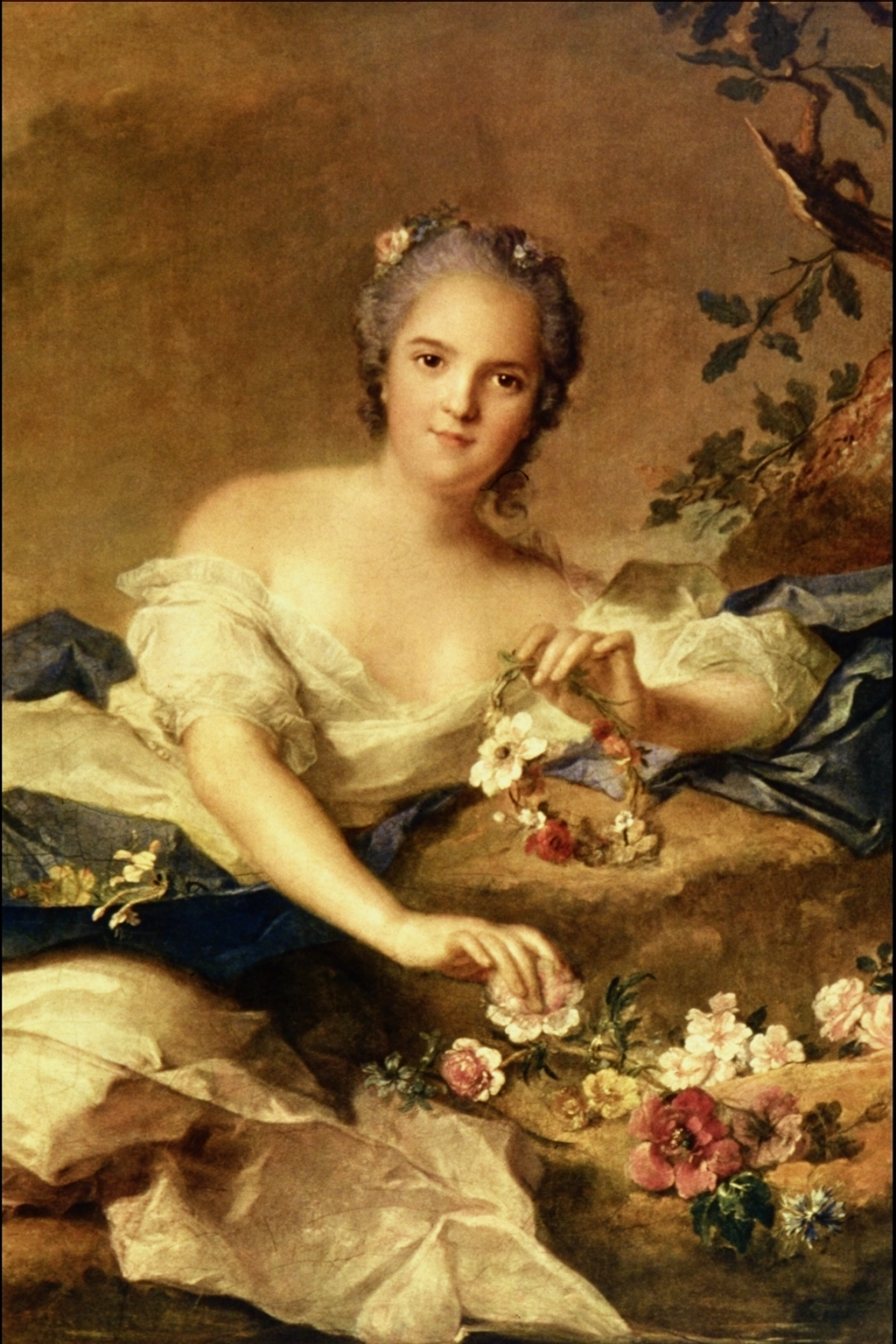
Ana Enriqueta representada como Flora por Jean Marc Nattier en 1742.
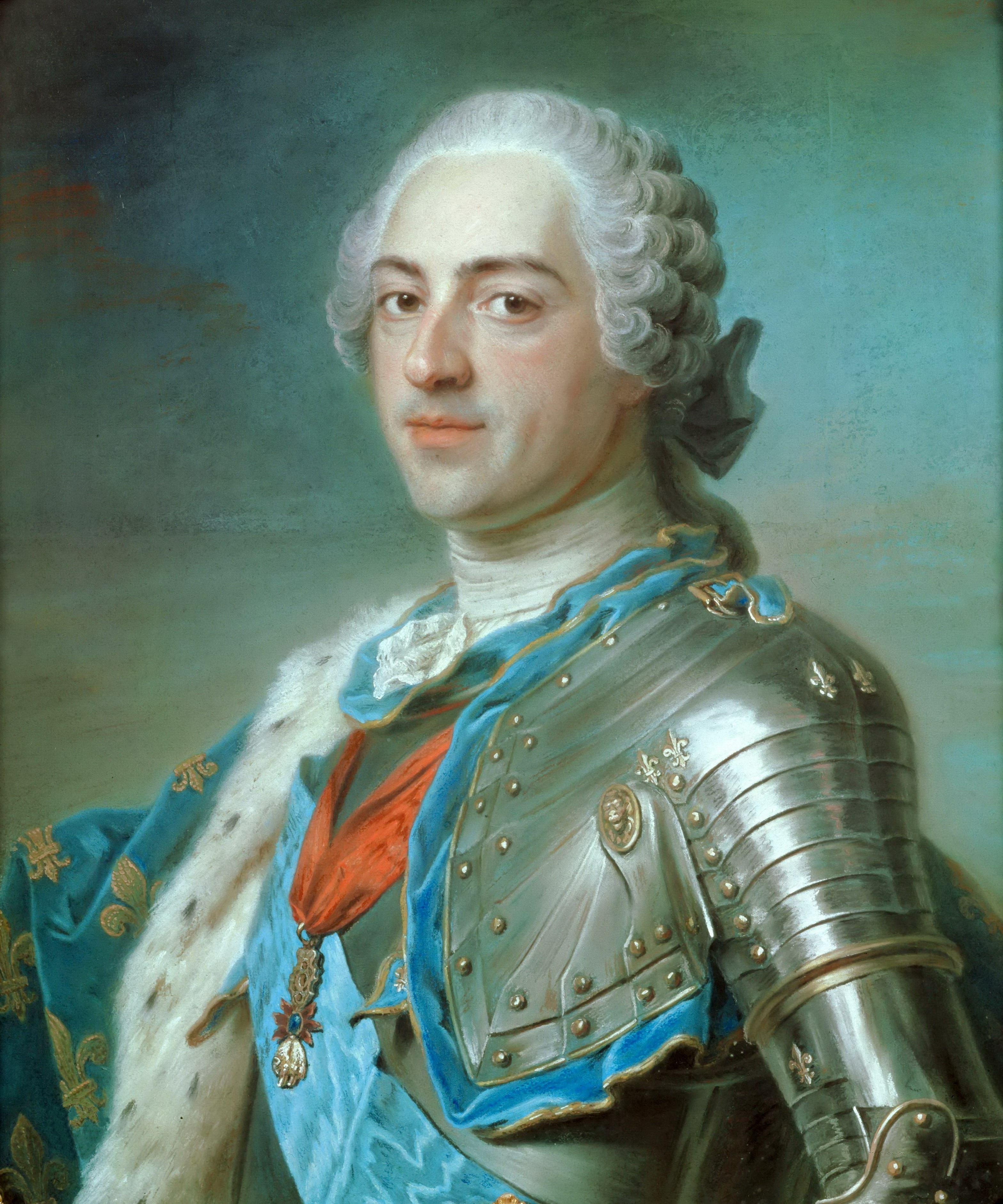
Luis XV, padre de Ana Enriqueta.
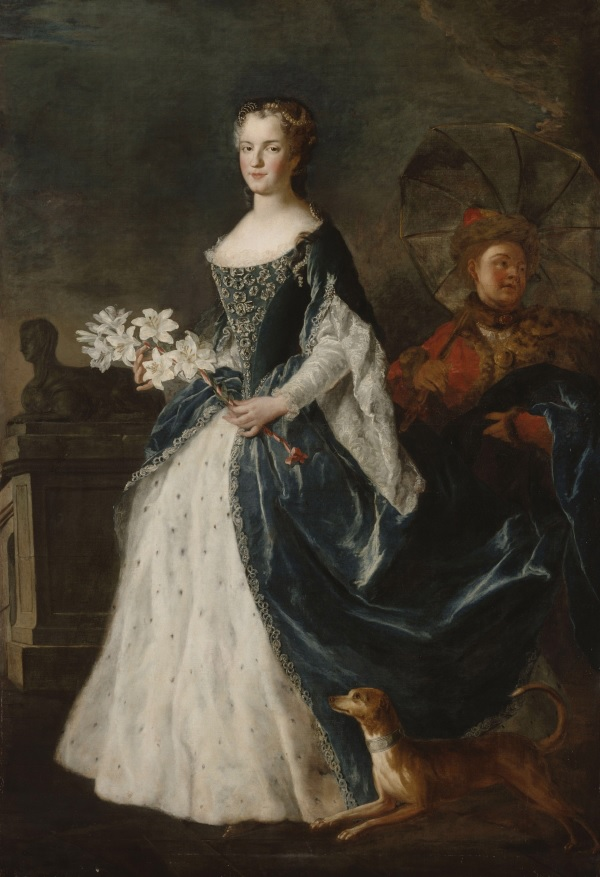
María Leszczynska, madre de Ana Enriqueta.

## Ancestros
|  |                                    |  |  |  |  |  |  |  |  |  |  |  |  |  |  |  |
|  | 16. Luis XIV de Francia            |  |  |  |  |  |  |  |  |  |  |  |  |  |  |  |
|  |                                    |  |  |  |  |  |  |  |  |  |  |  |  |  |  |  |
|  |                                    |  |  |  |  |  |  |  |  |  |  |  |  |  |  |  |
|  | 8. Delfín Luis de Francia          |  |  |  |  |  |  |  |  |  |  |  |  |  |  |  |
|  |                                    |  |  |  |  |  |  |  |  |  |  |  |  |  |  |  |
|  |                                    |  |  |  |  |  |  |  |  |  |  |  |  |  |  |  |
|  | 17. María Teresa de Austria        |  |  |  |  |  |  |  |  |  |  |  |  |  |  |  |
|  |                                    |  |  |  |  |  |  |  |  |  |  |  |  |  |  |  |
|  |                                    |  |  |  |  |  |  |  |  |  |  |  |  |  |  |  |
|  | 4. Luis de Francia                 |  |  |  |  |  |  |  |  |  |  |  |  |  |  |  |
|  |                                    |  |  |  |  |  |  |  |  |  |  |  |  |  |  |  |
|  |                                    |  |  |  |  |  |  |  |  |  |  |  |  |  |  |  |
|  | 18. Fernando María de Baviera      |  |  |  |  |  |  |  |  |  |  |  |  |  |  |  |
|  |                                    |  |  |  |  |  |  |  |  |  |  |  |  |  |  |  |
|  |                                    |  |  |  |  |  |  |  |  |  |  |  |  |  |  |  |
|  | 9. María Ana Cristina de Baviera   |  |  |  |  |  |  |  |  |  |  |  |  |  |  |  |
|  |                                    |  |  |  |  |  |  |  |  |  |  |  |  |  |  |  |
|  |                                    |  |  |  |  |  |  |  |  |  |  |  |  |  |  |  |
|  | 19. Enriqueta Adelaida de Saboya   |  |  |  |  |  |  |  |  |  |  |  |  |  |  |  |
|  |                                    |  |  |  |  |  |  |  |  |  |  |  |  |  |  |  |
|  |                                    |  |  |  |  |  |  |  |  |  |  |  |  |  |  |  |
|  | 2. Luis XV de Francia              |  |  |  |  |  |  |  |  |  |  |  |  |  |  |  |
|  |                                    |  |  |  |  |  |  |  |  |  |  |  |  |  |  |  |
|  |                                    |  |  |  |  |  |  |  |  |  |  |  |  |  |  |  |
|  | 10. Víctor Amadeo II de Saboya     |  |  |  |  |  |  |  |  |  |  |  |  |  |  |  |
|  |                                    |  |  |  |  |  |  |  |  |  |  |  |  |  |  |  |
|  |                                    |  |  |  |  |  |  |  |  |  |  |  |  |  |  |  |
|  | 21. María Juana Bautista de Saboya |  |  |  |  |  |  |  |  |  |  |  |  |  |  |  |
|  |                                    |  |  |  |  |  |  |  |  |  |  |  |  |  |  |  |
|  |                                    |  |  |  |  |  |  |  |  |  |  |  |  |  |  |  |
|  | 5. María Adelaida de Saboya        |  |  |  |  |  |  |  |  |  |  |  |  |  |  |  |
|  |                                    |  |  |  |  |  |  |  |  |  |  |  |  |  |  |  |
|  |                                    |  |  |  |  |  |  |  |  |  |  |  |  |  |  |  |
|  | 22. Felipe I de Orleans            |  |  |  |  |  |  |  |  |  |  |  |  |  |  |  |
|  |                                    |  |  |  |  |  |  |  |  |  |  |  |  |  |  |  |
|  |                                    |  |  |  |  |  |  |  |  |  |  |  |  |  |  |  |
|  | 11. Ana María de Orleans           |  |  |  |  |  |  |  |  |  |  |  |  |  |  |  |
|  |                                    |  |  |  |  |  |  |  |  |  |  |  |  |  |  |  |
|  |                                    |  |  |  |  |  |  |  |  |  |  |  |  |  |  |  |
|  | 23. Enriqueta Ana Estuardo         |  |  |  |  |  |  |  |  |  |  |  |  |  |  |  |
|  |                                    |  |  |  |  |  |  |  |  |  |  |  |  |  |  |  |
|  |                                    |  |  |  |  |  |  |  |  |  |  |  |  |  |  |  |
|  | 1. Ana Enriqueta de Francia        |  |  |  |  |  |  |  |  |  |  |  |  |  |  |  |
|  |                                    |  |  |  |  |  |  |  |  |  |  |  |  |  |  |  |
|  |                                    |  |  |  |  |  |  |  |  |  |  |  |  |  |  |  |
|  | 24. Bogusław Leszczyński           |  |  |  |  |  |  |  |  |  |  |  |  |  |  |  |
|  |                                    |  |  |  |  |  |  |  |  |  |  |  |  |  |  |  |
|  |                                    |  |  |  |  |  |  |  |  |  |  |  |  |  |  |  |
|  | 12. Rafael Leszczynski             |  |  |  |  |  |  |  |  |  |  |  |  |  |  |  |
|  |                                    |  |  |  |  |  |  |  |  |  |  |  |  |  |  |  |
|  |                                    |  |  |  |  |  |  |  |  |  |  |  |  |  |  |  |
|  | 25. Anna, condesa von Denhoff      |  |  |  |  |  |  |  |  |  |  |  |  |  |  |  |
|  |                                    |  |  |  |  |  |  |  |  |  |  |  |  |  |  |  |
|  |                                    |  |  |  |  |  |  |  |  |  |  |  |  |  |  |  |
|  | 6. Estanislao I Leszczynski        |  |  |  |  |  |  |  |  |  |  |  |  |  |  |  |
|  |                                    |  |  |  |  |  |  |  |  |  |  |  |  |  |  |  |
|  |                                    |  |  |  |  |  |  |  |  |  |  |  |  |  |  |  |
|  | 26. Stanisław Jan Jabłonowski      |  |  |  |  |  |  |  |  |  |  |  |  |  |  |  |
|  |                                    |  |  |  |  |  |  |  |  |  |  |  |  |  |  |  |
|  |                                    |  |  |  |  |  |  |  |  |  |  |  |  |  |  |  |
|  | 13. Ana Jablonowska                |  |  |  |  |  |  |  |  |  |  |  |  |  |  |  |
|  |                                    |  |  |  |  |  |  |  |  |  |  |  |  |  |  |  |
|  |                                    |  |  |  |  |  |  |  |  |  |  |  |  |  |  |  |
|  | 27. Marianna Kazanowska            |  |  |  |  |  |  |  |  |  |  |  |  |  |  |  |
|  |                                    |  |  |  |  |  |  |  |  |  |  |  |  |  |  |  |
|  |                                    |  |  |  |  |  |  |  |  |  |  |  |  |  |  |  |
|  | 3. María Leszczynska               |  |  |  |  |  |  |  |  |  |  |  |  |  |  |  |
|  |                                    |  |  |  |  |  |  |  |  |  |  |  |  |  |  |  |
|  |                                    |  |  |  |  |  |  |  |  |  |  |  |  |  |  |  |
|  | 28. Krzystof Opaliński             |  |  |  |  |  |  |  |  |  |  |  |  |  |  |  |
|  |                                    |  |  |  |  |  |  |  |  |  |  |  |  |  |  |  |
|  |                                    |  |  |  |  |  |  |  |  |  |  |  |  |  |  |  |
|  | 14. Juan Carlos Opalinski          |  |  |  |  |  |  |  |  |  |  |  |  |  |  |  |
|  |                                    |  |  |  |  |  |  |  |  |  |  |  |  |  |  |  |
|  |                                    |  |  |  |  |  |  |  |  |  |  |  |  |  |  |  |
|  | 29. Teresa Konstancya Czarnkowska  |  |  |  |  |  |  |  |  |  |  |  |  |  |  |  |
|  |                                    |  |  |  |  |  |  |  |  |  |  |  |  |  |  |  |
|  |                                    |  |  |  |  |  |  |  |  |  |  |  |  |  |  |  |
|  | 7. Catalina Opalinska              |  |  |  |  |  |  |  |  |  |  |  |  |  |  |  |
|  |                                    |  |  |  |  |  |  |  |  |  |  |  |  |  |  |  |
|  |                                    |  |  |  |  |  |  |  |  |  |  |  |  |  |  |  |
|  | 30. Adam-Uryel Czarnkowski         |  |  |  |  |  |  |  |  |  |  |  |  |  |  |  |
|  |                                    |  |  |  |  |  |  |  |  |  |  |  |  |  |  |  |
|  |                                    |  |  |  |  |  |  |  |  |  |  |  |  |  |  |  |
|  | 15. Zofia Czarnkowska              |  |  |  |  |  |  |  |  |  |  |  |  |  |  |  |
|  |                                    |  |  |  |  |  |  |  |  |  |  |  |  |  |  |  |
|  |                                    |  |  |  |  |  |  |  |  |  |  |  |  |  |  |  |
|  | 31. Teresa Zaleska                 |  |  |  |  |  |  |  |  |  |  |  |  |  |  |  |
|  |                                    |  |  |  |  |  |  |  |  |  |  |  |  |  |  |  |
|  |                                    |  |  |  |  |  |  |  |  |  |  |  |  |  |  |  |